# Добровольский, Францишек
Францишек Добровольский (пол. Franciszek Dobrowolski; 1830—1896) — общественный и политический деятель, директор театра, редактор газеты «Dziennik Poznański».

## Биография
Происходил из семьи землевладельцев. Родился в местечке Сухой Пень около Плоцка в 1827 году или 20 июля 1830 года[по какому календарю?], как указано на могильном памятнике.
Учился на юридическом факультете Московского университета (1846—1850). В 1850 году начал работать в судебной системе. Принимал активное участие в Национальном правительстве во время январского восстания, в 1864 году был арестован и находился в заключении в течение нескольких месяцев. Вскоре после освобождения, опасаясь дальнейших репрессий, в сентябре 1865 года покинул Варшаву; несколько лет жил в Дрездене.
. 

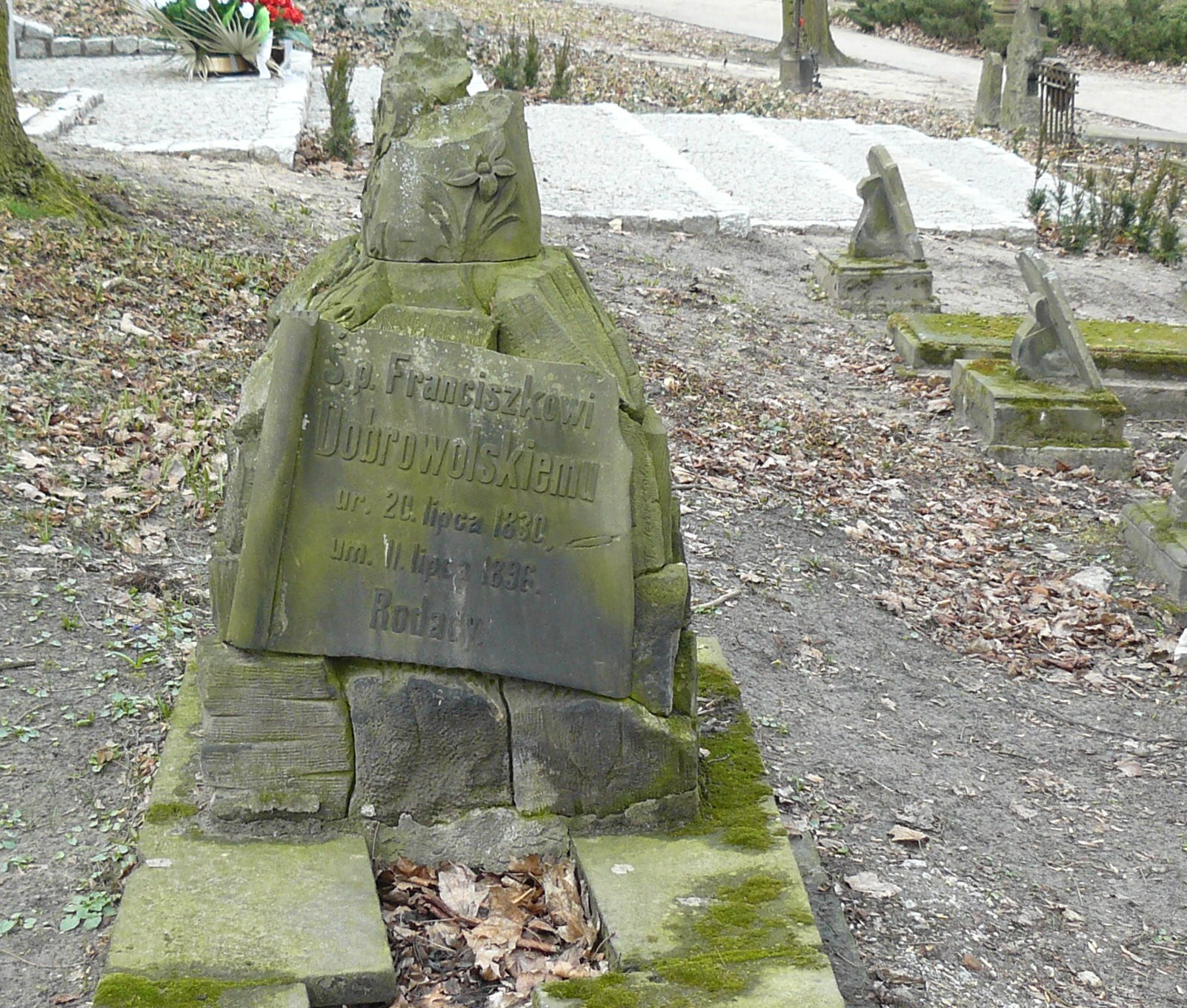
Могила Ф. Добровольского

В 1871 году поселился в Познани. Был главным редактором «Dziennika Poznańskiego», на страницах которого активно выступал в защиту польской культуры в период усиления германизации. С 1883 года занимал пост директора на общественных началах польского театра в Познани и внёс значительный вклад в его развитие. Расширил группу зрителей за счёт внедрения самых дешёвых билетов на некоторые спектакли (по вторникам). Среди приглашённых артистов во время директорства Добровольского была, в частности, Хелена Моджеевская.
Занимался общественной деятельностью. Был секретарём Центрального избирательного комитета, президентом избирательного комитета Познани, членом Промышленного общества; принадлежал также к обществу научной помощи девушкам и другим организациям. Организовывал праздничные поездки бедной городской молодежи по сельским домам польской шляхты.
Умер 11 июля 1896 года[по какому календарю?] в Познане. Похоронен на кладбище pl:Cmentarz Zasłużonych Wielkopolan  (пол.)  в Познани.